# 8. ročník udílení Nickelodeon Kids' Choice Awards
8. ročník Nickelodeon Kids' Choice Awards se konal 20. května 1995 v The Summit (domov Houston Rockets) v Houstonu, Texas. Ceremoniál vysílala živě stanice Nickelodeon. Moderátory večera byli Whitney Houston a DJ Rick Adams.

## Vítězové a nominovaní

### Film

#### Nejoblíbenější film
- Lví král
- Ace Ventura: Zvířecí detektiv
- Speed

#### Nejoblíbenější filmový herec
- Jim Carrey – Maska a Ace Ventura: Zvířecí detektiv
- Tim Allen – Santa Claus
- Keanu Reeves – Nebezpečná rychlost

#### Nejoblíbenější filmová herečka
- Rosie O'Donnell – Flintstoneovi
- Sally Fieldová – Forrest Gump
- Sandra Bullock – Nebezpečná rychlost

### Televize

#### Nejoblíbenější televizní seriál
- Kutil Tim
- Fresh Prince
- Řekni mi něco o sobě

#### Nejoblíbenější animovaný seriál
- Doug
- Aladinova dobrodružství
- Animáci
- Simpsonovi

#### Nejoblíbenější televizní herec
- Tim Allen – Kutil Tim
- Martin Lawrence – Řekni mi něco o sobě
- Sinbad – The Sinbad Show

#### Nejoblíbenější televizní herečka
- Tia Mowry a Tamera Mowry – Sister, Sister
- Queen Latifah – Living Single
- Roseanne – Roseanne

### Další

#### Nejoblíbenější videohra
- Donkey Kong Country
- Disney's Aladdin
- NBA Jam

#### Nejoblíbenější animovaná hvězda
- Milo – Maska
- Comet – Plný dům
- Buck – Ženatý se závazky